# Curtis Roads
Curtis Roads (* 9. Mai 1951 in Cleveland, Ohio, USA) ist ein US-amerikanischer Komponist in den Bereichen der Computermusik, sowie der Elektronischen und Elektroakustischen Musik. Er beschäftigt sich hauptsächlich mit Microsound, Granular- und Pulsarsynthese und gilt als Entdecker der Granularsynthese. Curtis Roads ist Mitgründer der International Computer Music Association und war bis 2000 23 Jahre lang Chefredakteur des Computer Music Journal. Seine Schriften umfassen über 150 Monografien, Artikel, Reportagen und Rezensionen und wurden in viele Sprachen übersetzt.
2010 erhielt er eine Auszeichnung für sein Lebenswerk der Society for Electro-Acoustic Music in the United States (SEAMUS), 2016 den Giga-Hertz-Preis des ZKM, Karlsruhe.

## Biografie
Curtis Roads studierte Komposition am California Institute of the Arts und an der University of California, San Diego und schließlich an der Universität Paris, wo er promoviert wurde. Er war Vorsitzender der University of California, Santa Barbara, wo er heute als Vize-Vorsitzender einen Lehrstuhl besetzt. Er hat an der Universität Neapel Federico II, der Harvard University, am Oberlin College, an Iannis Xenakis’ Kompositionszentrum Les Ateliers UPIC und der Universität Paris gelehrt. Roads schreibt auch Software und hat zusammen mit Alberto de Campo den PulsarGenerator und die Creatovox geschrieben. Seit 2004 arbeitet er an einer Methode der Klanganalyse, die er atomare Dekomposition nennt, die Arbeit wird von der National Science Foundation gesponsert.
Für Sculptor von 2001 hat Roads Quellmaterial von John McEntire (Tortoise) verwendet. Point Line Cloud von 2005 erschien auf dem Indielabel asphodel und erregte kaum die Aufmerksamkeit der Kritiker. Weitere Tonträger sind auf MIT Media Laboratory, Wergo, OR und Mode erschienen. 2005 erschien Point Line Cloud, das den Award of Distinction der Ars Electronica in Linz erhielt.
Roads zerschießt die Musik analytisch in „subatomare“ Bestandteile, die kürzer sind als eine Millisekunde und die er dann in Pro Tools arrangiert. Mit dieser Methode hat er entsprechend kurze Stücke geschaffen, eine inzwischen sechsminütige Komposition wurde vor über 30 Jahren begonnen.

“Beneath the level of the note lies the realm of sound particles. Each particle is a pinpoint of sound. Recent advances let us probe and manipulate this microacoustical world. Sound particles dissolve the rigid bricks of musical composition-the notes and their intervals-into more fluid and supple materials. The sensations of point, pulse (series of points), line (tone), and surface (texture) emerge as the density of particles increases. Sparse emissions produce rhythmic figures. By lining up the particles in rapid succession, one can induce an illusion of tone continuity or pitch. As the particles meander, they flow into liquid-like streams and rivulets. Dense agglomerations of particles form clouds of sound whose shapes evolve over time.”

'The ravers create some beautiful sounds, but they don't have a narrative,' he says. 'That's what separates the men from the boys.'

Er arbeitet auch mit der Bohlen-Pierce-Skala, bei der die Duodezime im Frequenzverhältnis 3:1 in dreizehn Tonstufen unterteilt wird. So im ersten Satz „Purity“ seiner 1994 geschriebenen und 2021 erschienenen Komposition Clang-tint.
Zusammen mit Sekhar Ramakrishnan hat er 2013–2016 SpatialChords zur Darstellung geometrischer Formen in dreidimensionalen Klangumgebungen designt.

## Schriften
Nach Foundations of Computer Music von 1985 und The Music Machine von 1989 erschien 1996 das weltweit als Standardwerk der Computermusik anerkannte The Computer Music Tutorial (alle bei MIT Press). Microsound von 2001 beschäftigt sich mit Techniken im Umgang mit Soundpartikeln. 2015 erschien Composing Electronic Music: A New Aesthetic bei Oxford University Press.

## Diskografie
- Clang-Tint (1991–1994)
- Half-life (1998–1999)
- Sculptor (2001)
- Half Life (2001)
- Now (2003)
- Microsound (2004)
- Point Line Cloud (2005)
- Flicker Tone Pulse. Electronic Music: 2001–2016 (2019)

## Print- und Onlineveröffentlichungen
- Roads, Curtis and Strawn, John (Hrsg., 1987): Foundations of Computer Music. MIT Press. ISBN 0-262-68051-3.
- Roads, Curtis (1996): The Computer Music Tutorial. MIT Press. ISBN 0-262-68082-3.
- Roads, Curtis, Pope, Stephen Travis, Piccialli, Aldo und De Poli, Giovanni (Hrsg., 1997): Musical Signal Processing. Routledge. ISBN 90-265-1483-2.
- Roads, Curtis: Microsound. Cambridge: MIT Press 2001, ISBN 0-262-18215-7.
- Roads, Curtis: Composing Electronic Music. Oxford University Press. 2015, ISBN 978-0-19-537324-0.